# 108 (број)
108 (сто осам) је природни број који следи после броја 107, а претходи броју 109.

## Религија
- Хинду божанства имају 108 имена,
- 108 греха у тибетанском будизму,
- У Јапану, на крају сваке године, звоно се огласи 108 пута како би најавило долазак нове године,
- Многи будистички храмови имају по 108 степеника.

## Књижевност
- У Хомеровој Одисеји, број просаца који су се удварали Пенелопи, Одисејевој жени.